# Petit-Pont
A Petit-Pont (Pequena Ponte) (renomeada Petit Pont-Cardeal-Lustiger em 2013) é uma ponte cruzando o Sena, em Paris, cujo edifício atual foi construído em 1853. Liga a rue de la Cité e o quai do Marché-Neuf, na ile de la Cité, à place du Petit-Pont na margem esquerda, entre o quai de Montebello e o quai Saint-Michel, prorrogado pela rue du Petit-Pont, em seguida a rue Saint-Jacques.

## História

### A ponte romana
A primeira ponte situada neste local remonta ao período romano de Lutécia onde já foi construída uma ponte sob este nome, que provêm do fato de que ela permitia atravessar o pequeno braço de rio, por oposição à "Grand-Pont", que já existia desde a Antiguidade e atravessava o grande braço do Sena (esta último agora é a Pont Notre-Dame), esse nome ainda hoje é justificado por seu menor comprimento de todas as pontes de Paris.
A Petit-Pont foi na época galo-romana o único ponto de passagem para a ligação da Île da Cité e, na extensão do cardo maximus, a margem direita. Feita de madeira, foi particularmente exposta às inundações do rio Sena e aos incêndios. Carlos o Calvo, para proteger a ilha contra os ataques normandos, tinha construído uma estrutura de proteção na cabeça da ponte, ao mesmo tempo em que fortaleceu as fortificações da Cité. As duas pontes da Cidade foram mais uma vez destruídos em 1111, pelo conde Roberto de Meulan. A Grand-Pont foi reconstruída mais para o oeste enquanto que a Petit-Pont foi reconstruída no mesmo local, que se conservou até aos nossos dias.

### A ponte de 1185 e suas muitas reconstruções
Foi na Idade Média, em 1185, que uma nova réplica foi construída por decisão do bispo Maurício de Sully. Esta ponte entrou em menos de cem metros da rue du Marché-Palu, à rue Saint-Jacques.
O Petit Châtelet, forte defensivo de Carlos o Calvo, foi reconstruído a fim de completar o Muro de Felipe Augusto, que protegia as duas margens.
A Petit-Pont foi novamente destruída em 1196, por uma inundação, que será o destino das cinco estruturas construídas entre 1200 e 1375.
Em 1280 o Sena transborda.
Até o ano de 1378, a data de construção do pont Saint-Michel, ele é a única ponte a permitir o acesso à Cité a partir do sul.

### A ponte de 1406
Entre 1394 e 1406, o rei Carlos VI mandou construir pelo arquiteto Raymond du Temple uma nova construção, com os fundos de uma grande multa que tinha sido condenada por sete Judeus · .

### A ponte de 1409
Esta ponte, tendo sido levada pelo derretimento do gelo do rio em 31 de janeiro de 1408, foi restabelecida em 1409, em pedra desta vez. Esta última réplica subsistiu até o século XVII. Sua proximidade com o Hôtel-Dieu favoreceu a implantação de lojas de boticários na ponte, perto da rue du Marché-Palu, em 1552. As casas foram construídas pela segunda vez em 1603 e restauradas em 1659.

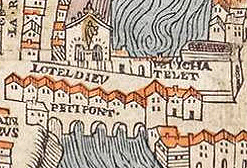
O Petit-Pont no mapa de Truschet e Hoyau (1550).
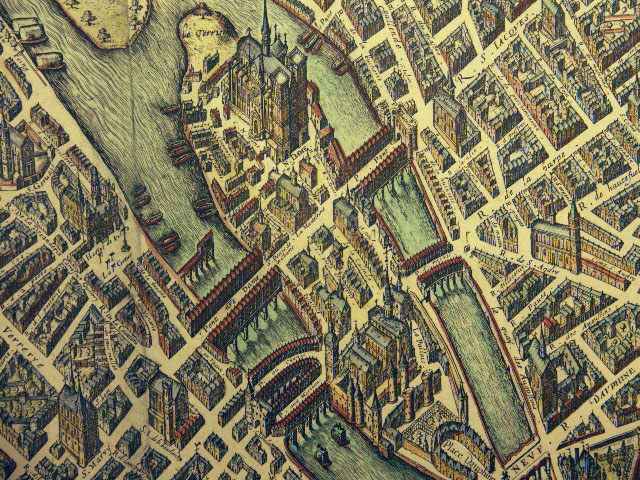
A Petit-Pont no mapa de Vassalieu (1609).

Em 1702, ela fez parte do quartier de la Cité, possuindo 26 casas e 5 lanternas
Depois de várias quedas, a Petit-Pont e todas as casas que foram construídas foram totalmente destruídas por um incêndio em 1718, causada pela presença de dois barcos de feno em chamas que tinha sido derivado.

### A ponte de 1719
Ela foi substituída um ano mais tarde por outra réplica de pedra com três arcos curvos, com os frutos de uma busca geral em todas as paróquias da cidade. Sua largura foi aumentada para 6 m e foi com uma lombada. Desta vez, a construção de habitações foi proibida.

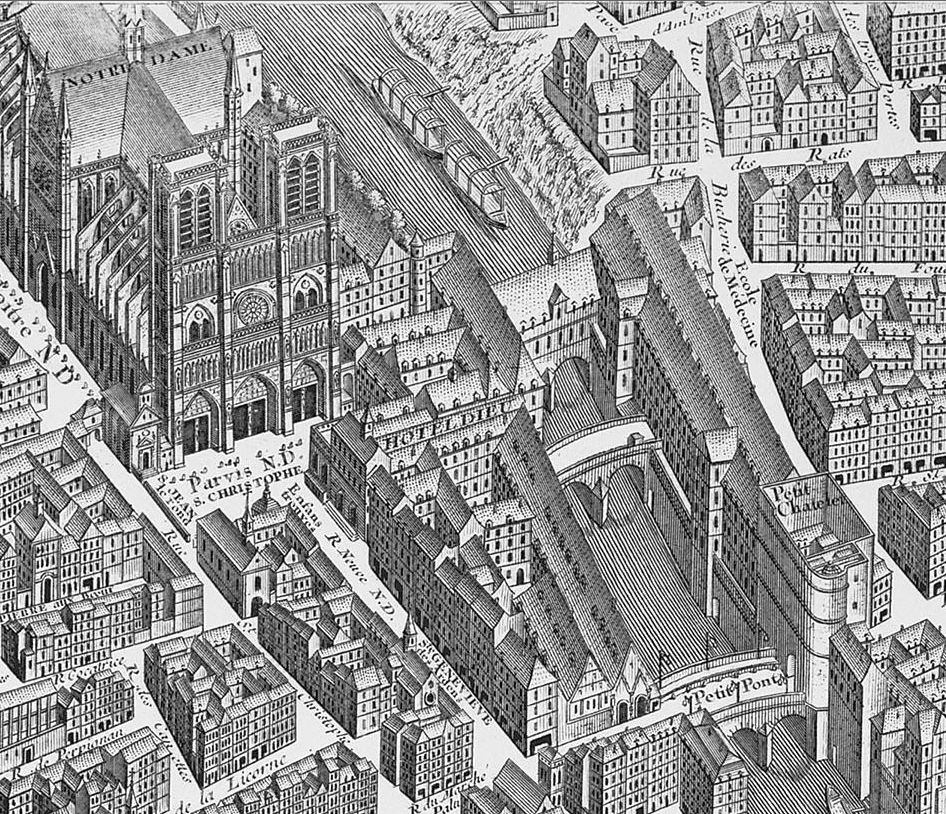
O Petit pont sobre o plano de Turgot (1739)
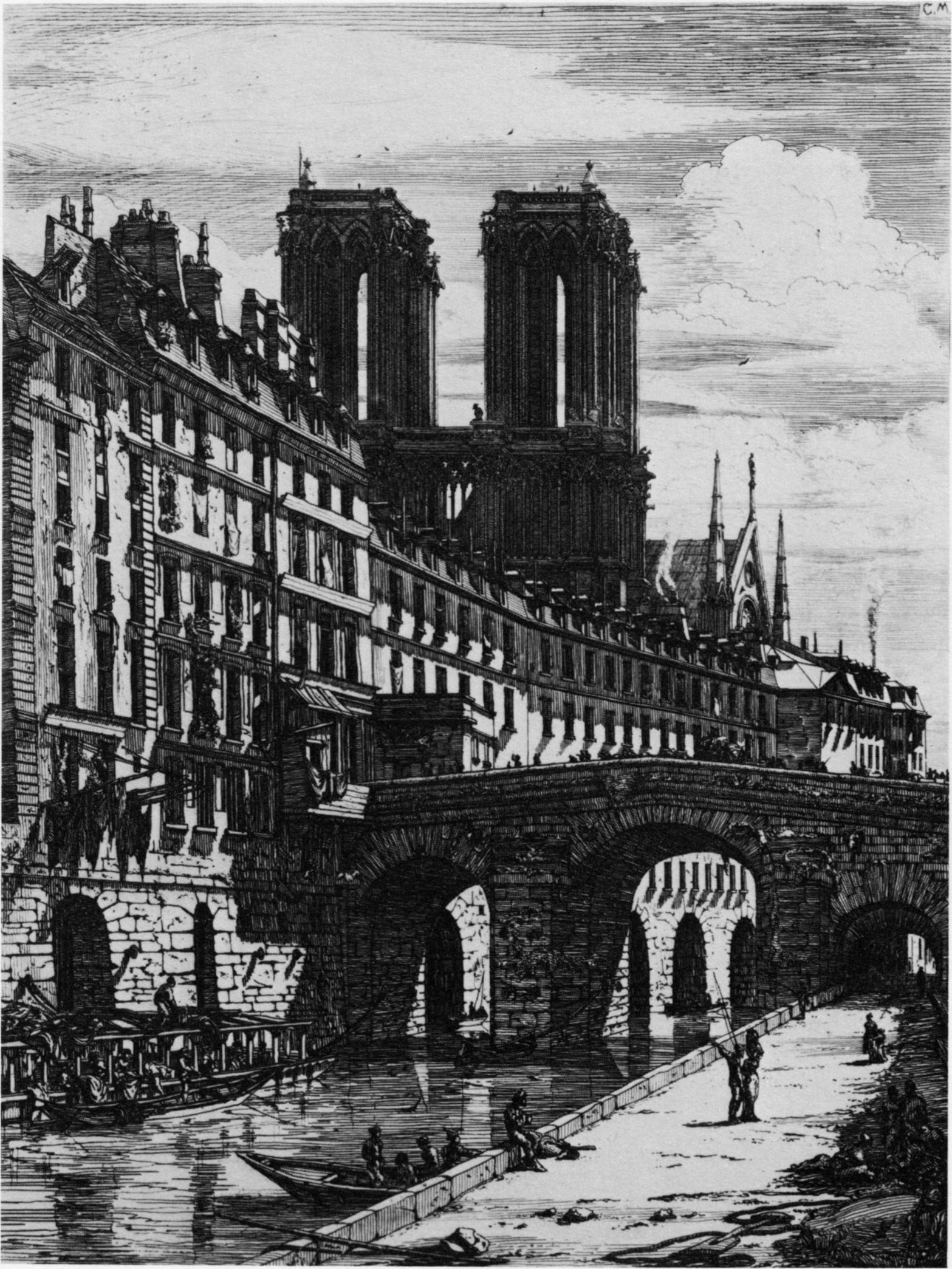
A ponte, de 1850 (gravura por Charles Meryon) com seus três arcos

### A ponte de 1853
De 1850 a 1853, uma ponte de um só arco de cimento e pedra de moer foi construída no local, os planos de Lagalisserie e Darcel realizada por Alexandre Michal, engenheiro-chefe. Com um comprimento de 38 m e uma largura de 20 m, foi feita em uma abóbada em arco de círculo, de 32,5 m de circunferência e com duas calçadas. Inaugurada em dezembro de 1853, ele existe até hoje. Ela foi renomeada Petit-Pont-Cardeal-Lustiger pelo Conselho de Paris, em 11 de junho de 2013 do nome do homem que foi arcebispo de Paris de 1981 a 2005, Jean-Marie Lustiger.

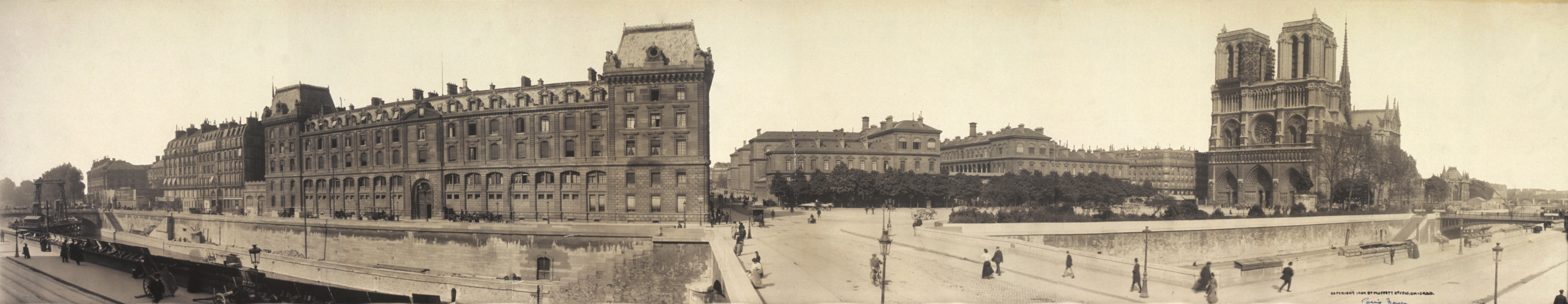
A ponte em 1909
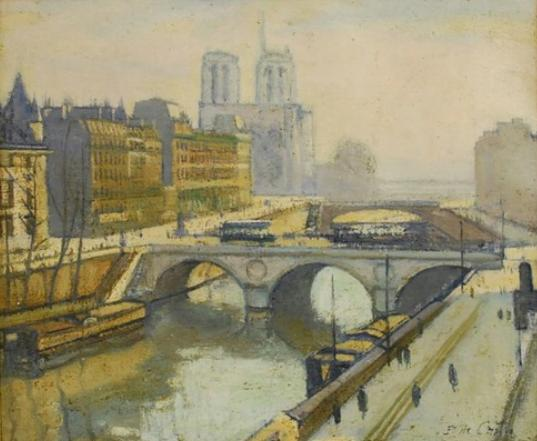
A ponte antes de 1939 (pintura de Paul de Castro)
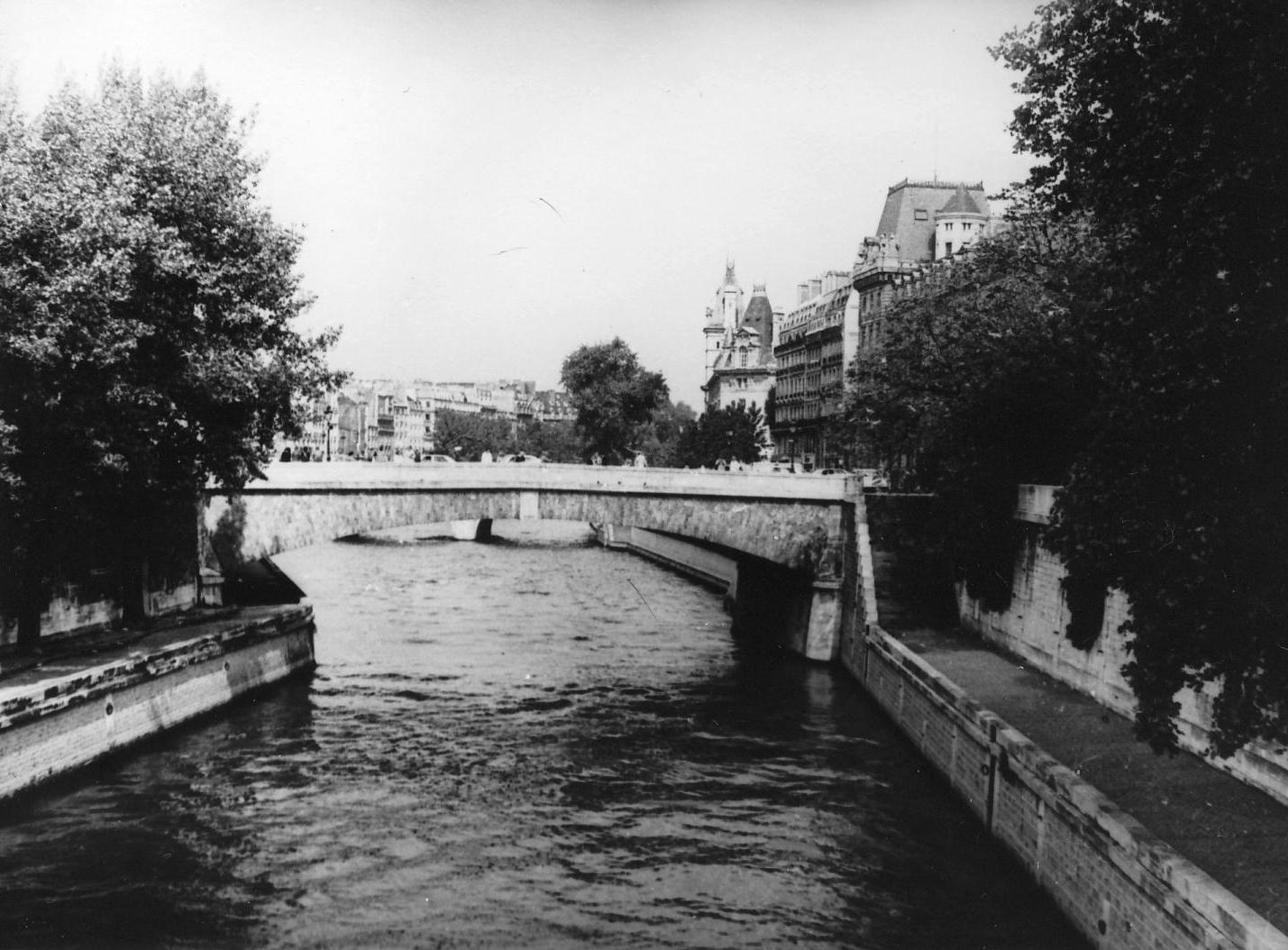
A Petit-Pont em 1981

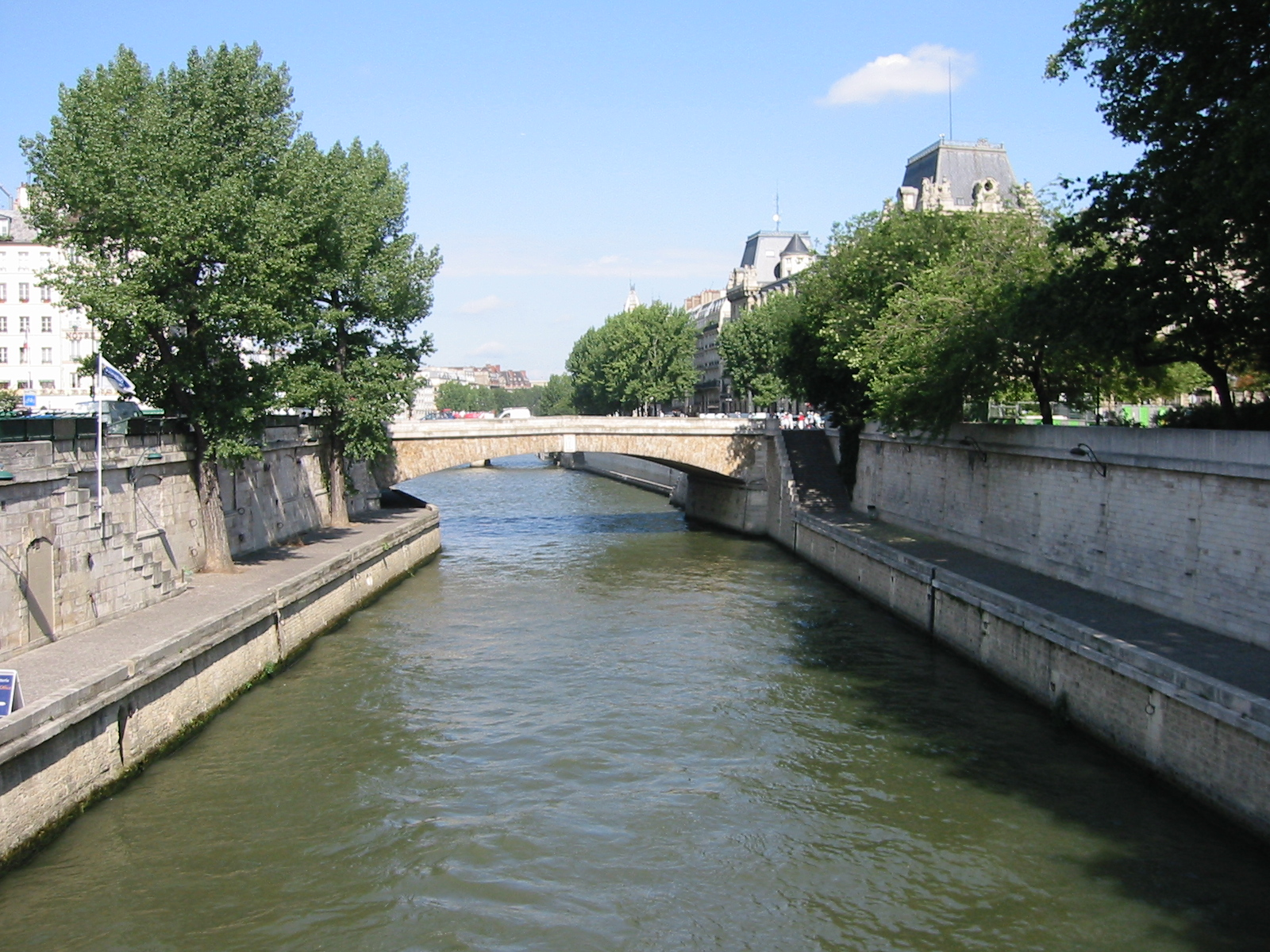
Vista a partir da pont ao Double
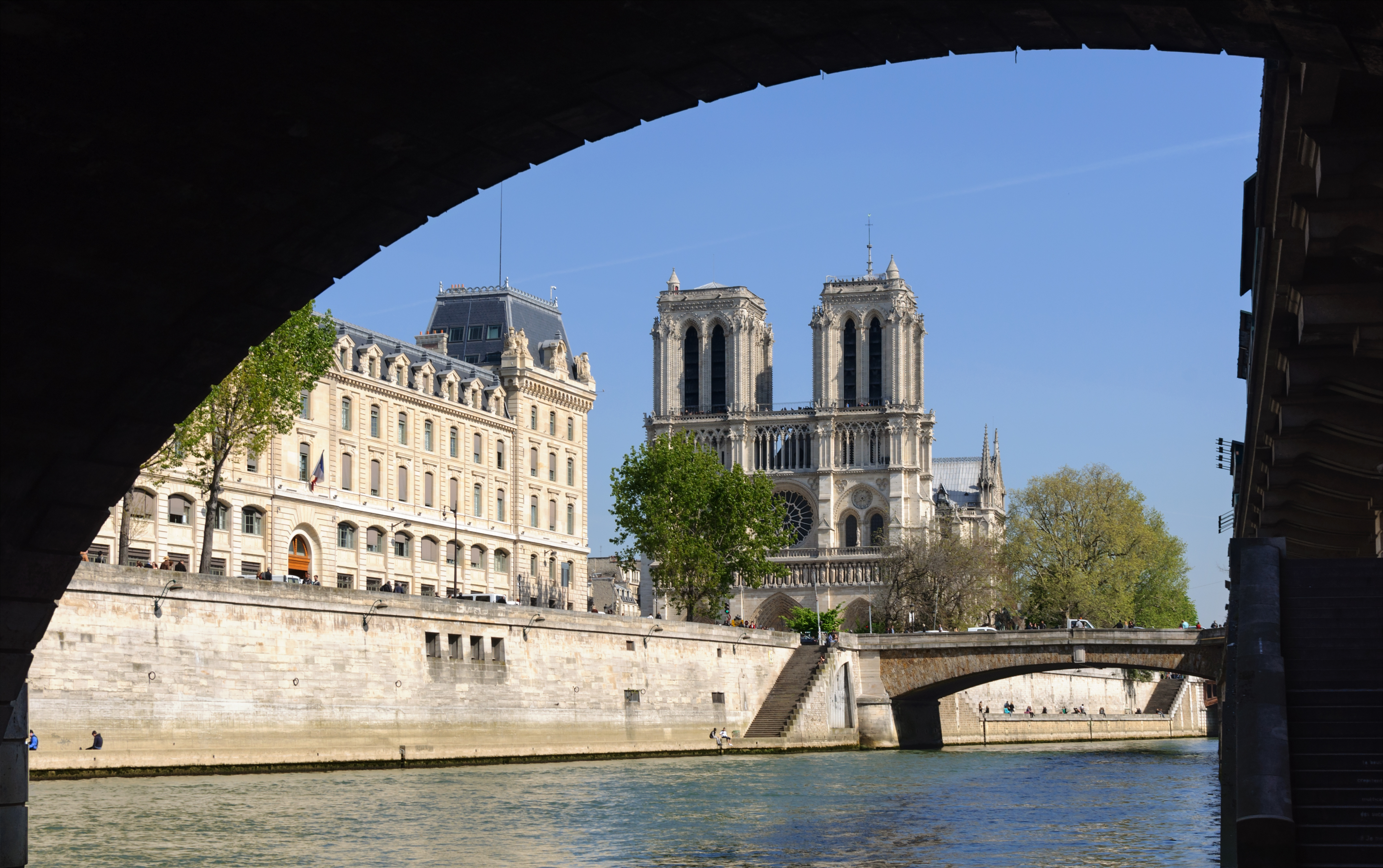
A catedral de Notre-Dame de Paris e a Petit-Pont depois da pont Saint-Michel
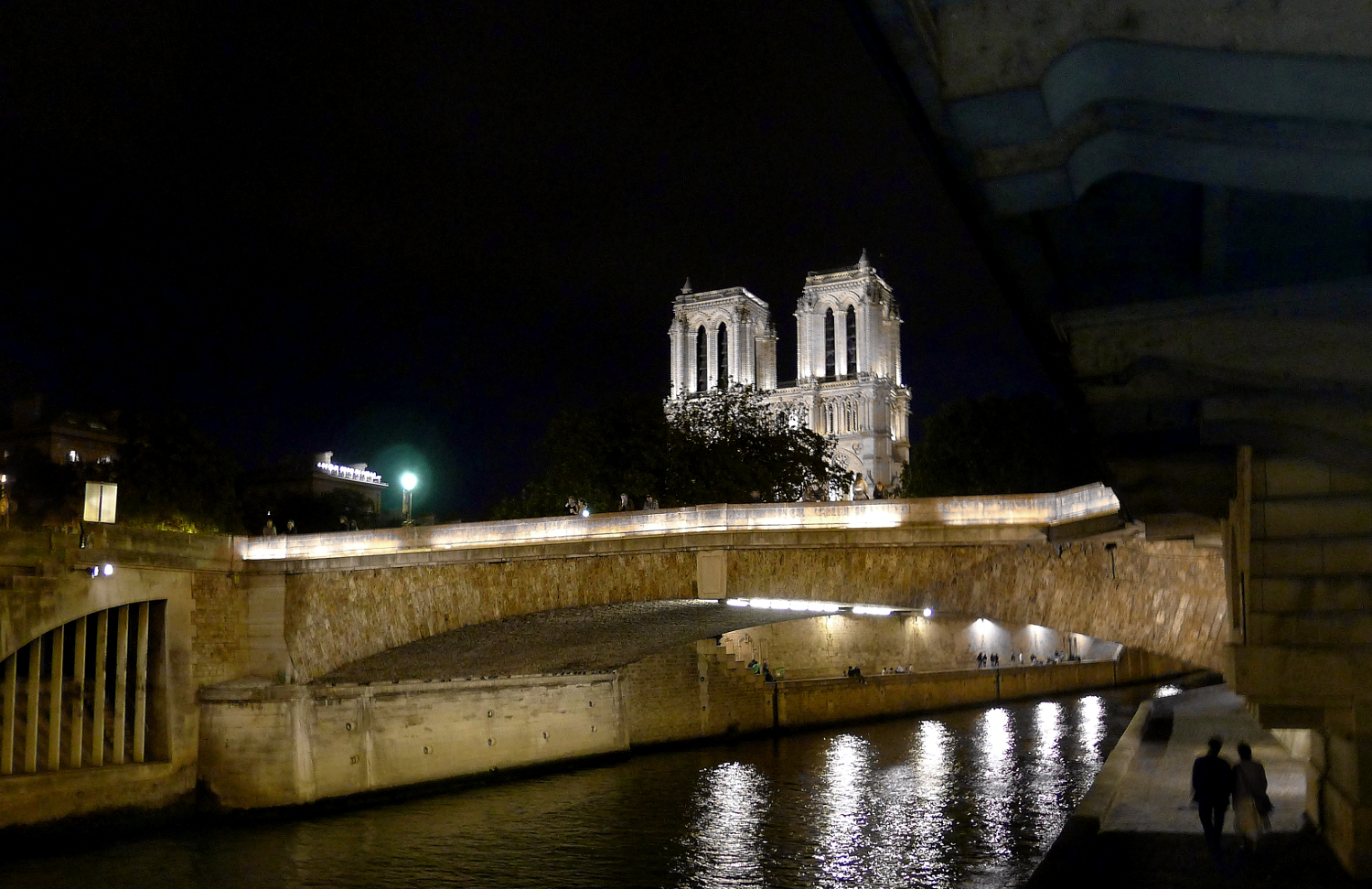
A Petit-Pont à noite
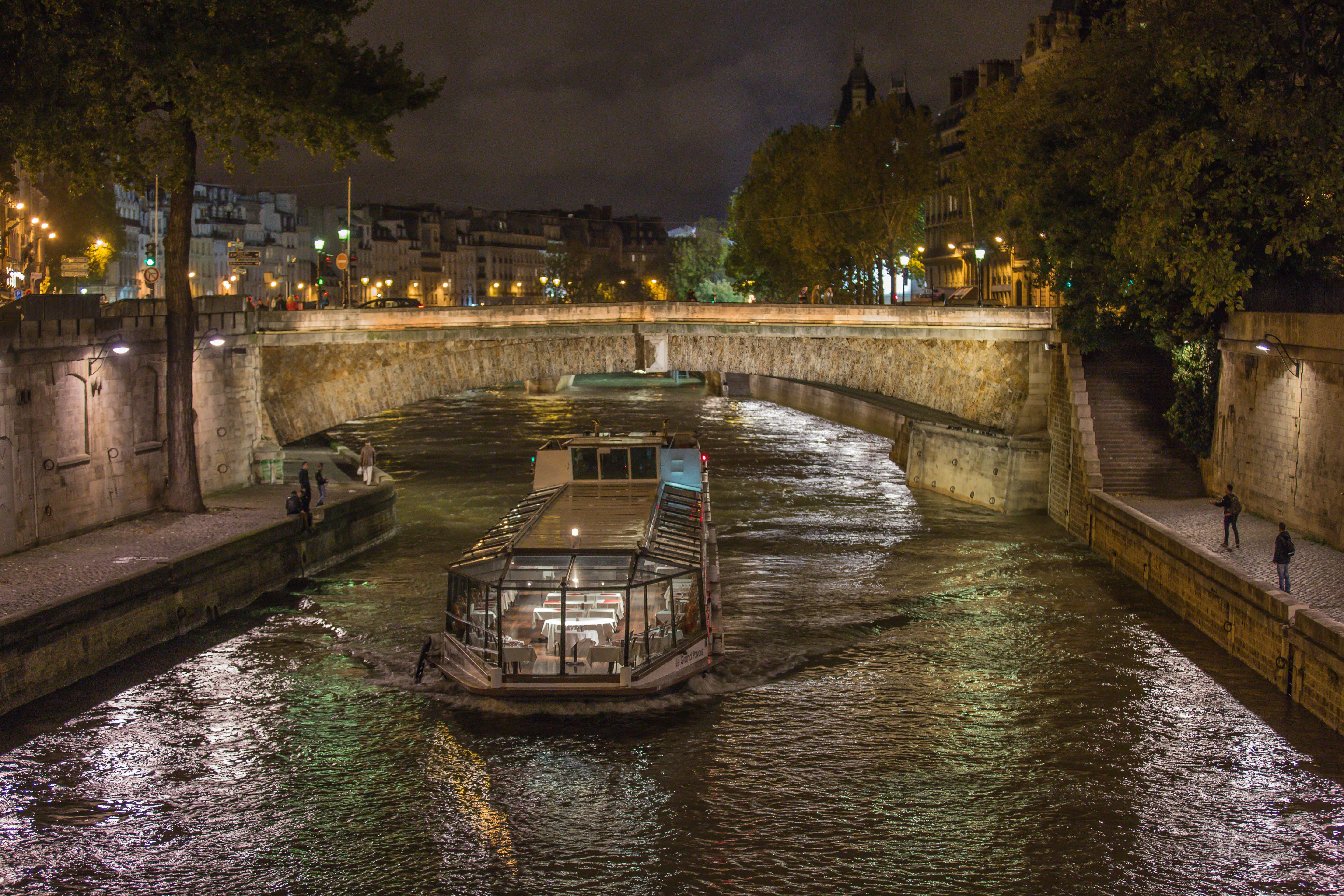
A Petit-Pont à noite

## Acesso
A Petit-Pont é servida pela linha C do RER pela estação Saint-Michel - Notre-Dame e pela linha 4 do metrô pela estação Saint-Michel.